# Sinclair QL
Sinclair QL – komputer osobisty brytyjskiej firmy Sinclair Research, wyprodukowany w 1984 roku jako następca modelu ZX Spectrum. W przeciwieństwie do wcześniejszych komputerów firmy, QL był adresowany do profesjonalnych użytkowników i biznesu. Nigdy nie odniósł komercyjnego sukcesu. Nie był kompatybilny z wcześniejszymi produktami Sinclaira.

## Opis techniczny
Wyposażony w procesor Motorola 68008 taktowany zegarem 7,5 MHz. Był to wariant procesora Motorola 68000 z 8-bitową szyną danych, co czyniło go tańszym, ale i wolniejszym. Pamięć stanowiło 128 kB RAM rozszerzalne do 640 (w praktyce do 896). System operacyjny był umieszczony w 32 kB ROM i zewnętrznym 16 kB module. Późniejsze wersje zawierały tylko 48 kB wewnętrznego ROM.
Pomimo że rynkiem docelowym był bardziej wymagający klient, wyposażony był w niskiej jakości klawiaturę używaną również w modelu ZX Spectrum+. Pamięć masową stanowiły dwa wbudowane napędy taśmowe Microdrive. Były to zmodyfikowane wersje napędów stworzonych dla ZX Spectrum.
- Klawiatura: 60 klawiszy + 5 klawiszy funkcyjnych
- Porty: 2 porty szeregowe RS232 (75-19200 bit/s), 2 złącza Sinclair Network, 2 porty dżojstików, złącze ROM-u, port rozszerzeń, zewnętrzny port pamięci zewnętrznej Microdrive, wyjście wideo RGB, wyjście TV.
- Tryb graficzny: 512 × 256 w 4 kolorach, 256 × 256 w 8 kolorach
- Tryb tekstowy: 40 × 25, 64 × 25, 85 × 25
- Wymiary: 47,2 × 13,8 × 4,6 cm
- Waga: 1,4 kg

## Historia
Projekt Sinclair QL w roku 1981 pod nazwą kodową ZX83 zakładał, że będzie to przenośny komputer dla biznesu. Miał mieć wbudowany płaski ekran CRT (podobny do tego z przenośnego telewizora TV80), drukarkę i modem.
W trakcie prac rozwojowych okazało się, że przenośny komputer jest zbyt ambitnym zadaniem i konfiguracja została ograniczona do wymagań typowego komputera desktop.

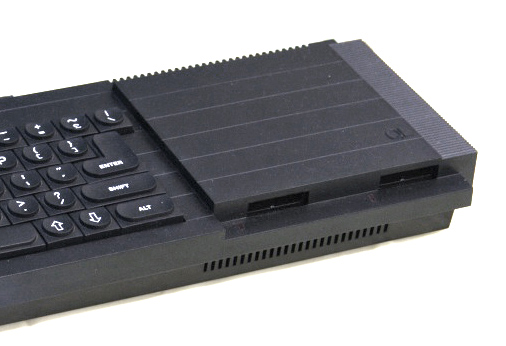
Wbudowane z prawej strony dwa napędy Microdrive

Elektronika została zaprojektowana głównie przez Davida Karlina, który dołączył do firmy latem 1982 roku. Wzornictwem przemysłowym zajął się Rick Dickinson, który wcześniej odpowiadał za projekty produktów z grupy ZX81 i ZX Spectrum.
Sinclair zakontraktował początkowo firmę GST Computer Systems, by stworzyła system operacyjny. Przed premierą jednak zmienił go na własne rozwiązanie Domesdos rozwijane przez Tony’ego Tebby. System GST zaprojektowany przez Tima Warda był dostępny później jako 68K/OS w formie dodatkowej karty z pamięcią ROM. Narzędzia stworzone przez GST przy okazji tego projektu były później użyte dla Atari ST, gdzie format plików obiektowych GST stał się standardem.
Sinclair QL był zaprojektowany jako komputer wydajniejszy niż IBM PC i porównywalny do Apple Macintosh. QL był pierwszym masowo produkowanym komputerem bazującym na procesorze z serii Motorola 68000. Produkcja Sinclair QL wyprzedziła o miesiąc Apple Macintosh, Atari ST o rok, a Commodore Amiga o rok i 2 miesiące.
O ile zegar procesora jest porównywalny do innych komputerów bazujących na procesorach Motoroli 68000 z tamtego okresu, to 8-bitowa szyna danych i problemy z dostępem przez specjalizowany układ ZX8301 znacząco ograniczyły wydajność QL.
W momencie premiery 12 stycznia 1984, komputer nie był gotowy do produkcji, nie było nawet jednego działającego kompletnego prototypu. Chociaż Sinclair zaczął od razu przyjmować zamówienia obiecując dostawy w ciągu 28 dni, pierwsi odbiorcy dostali zamówiony sprzęt dopiero w kwietniu. To wywołało falę krytyki i zwróciło uwagę brytyjskiej organizacji regulującej rynek reklam. Z tego powodu skrót QL rozwijany przez Sinclaira jako Quantum Leap, czyli skok jakościowy zaczęto tłumaczyć jako Quite Late, czyli całkiem spóźniony.

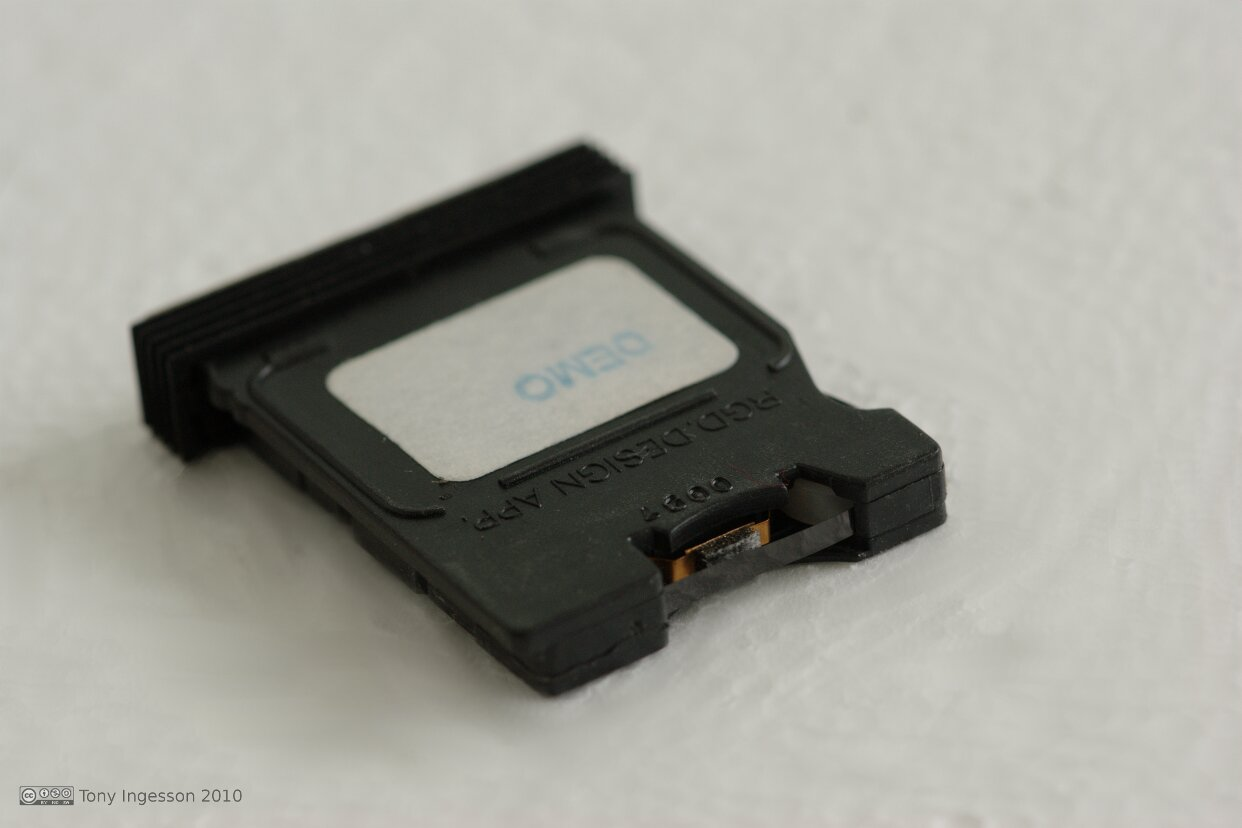
Kasetka Microdrive

Z powodu zbyt wczesnego wprowadzenia na rynek, od samego początku komputer był trapiony całą masą problemów. Wczesne wersje były dostarczane ze wstępną wersją firmware zawierającą dużo błędów, głównie w SuperBASIC. Część systemu była zapisana w zewnętrznej karcie pamięci ROM. Późniejsze wersje zostały przeprojektowane tak, by wymagane 48 kB ROM mieściło się wewnątrz komputera.
Dużym problemem okazała się jakość napędów Microdrive. Problemy te zostały w końcu usunięte, szczególnie w modelach produkowanych przez Samsunga, ale złego wrażenia nie udało się już zatrzeć.
Pomimo tego, że komputer był promowany jako zaawansowany i relatywnie tani, nie sprzedawał się dobrze. Produkcja w Wielkiej Brytanii została zawieszona w 1985 roku z powodu braku zamówień. Po przejęciu działu komputerów Sinclair Research przez Amstrada produkcja QL została zakończona.
Poza problemami z jakością, docelowy odbiorca biznesowy przechodził na platformę IBM PC, a większość posiadaczy ZX Spectrum nie była zainteresowana wymianą komputera ze względu na małą liczbę dostępnych gier. Użycie niestandardowego nośnika danych, jakim był Microdrive, i niekomfortowa klawiatura nie zdołało przekonać użytkowników biznesowych do zakupów. Ponadto podobieństwo do ZX Spectrum+ doprowadziło do tego, że był postrzegany jako zabawka. Wydawcy oprogramowania byli niechętni, by wspierać QL z powodu konieczności użycia kaset Microdrive jako nośnika.
Linus Torvalds przypisał stworzenie systemu Linux w części temu, że był posiadaczem Sinclair QL w latach 80. XX w. Z powodu komercyjnej porażki i braku wsparcia szczególnie w Finlandii, Torvalds przywykł do pisania swoich własnych programów, zamiast polegać na oprogramowaniu stworzonym przez innych. Jego frustracja z QL doprowadziła go później do kupna bardziej standardowego komputera, na którym mógł tworzyć Linuksa.

## One Per Desk

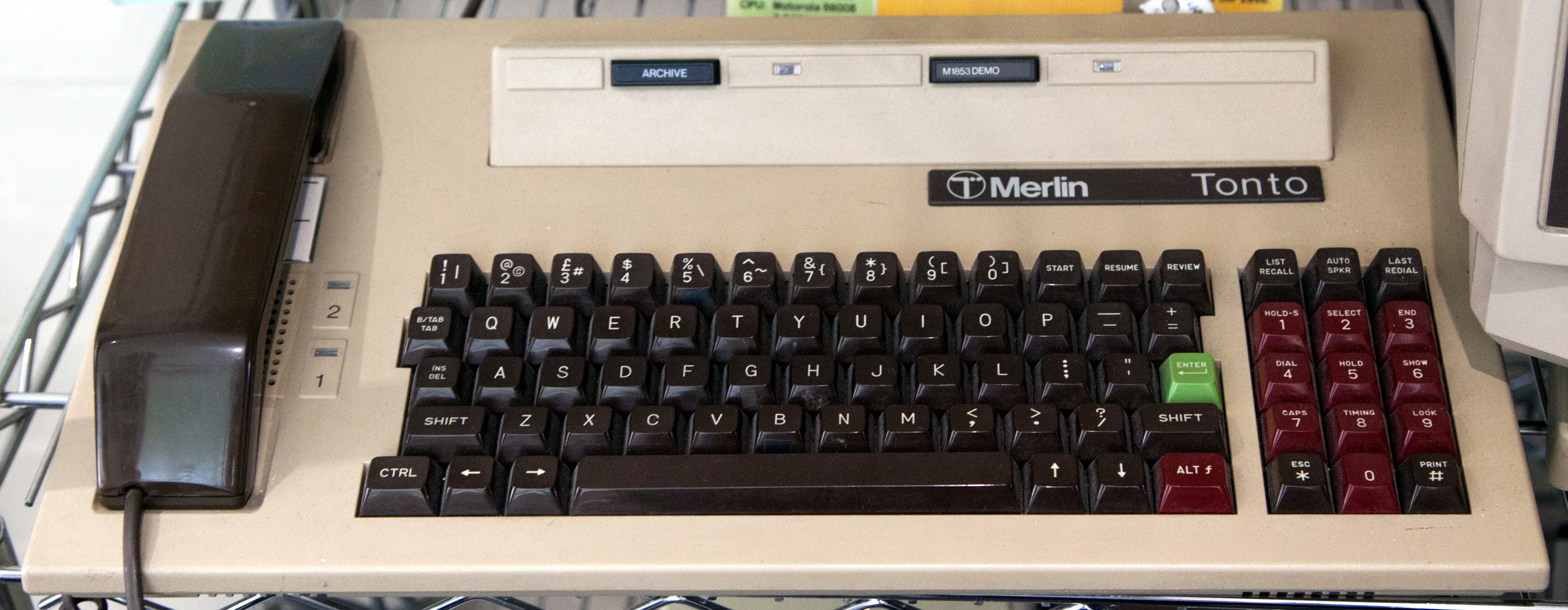
One Per Desk (Merlin Tonto)

Na bazie podzespołów Sinclair QL: procesora, układów ZX8301 i ZX8302 oraz Microdrive powstało urządzenie One Per Desk, łączące w sobie komputer i terminal telekomunikacyjny. Jego charakterystyczną cechą była słuchawka telefoniczna umieszczona z lewej strony.
Zbudowany przez International Computers Limited; premiera w Wielkiej Brytanii miała miejsce w 1984 roku. Urządzenie było rezultatem kooperacji ICL, Sinclair Research i British Telecom, która zaczęła się w 1981 roku.
Produkt był sprzedawany również pod innymi nazwami: Merlin Tonto przez British Telecom, a Computerphone przez Telecom Australia.